# 75. Międzynarodowy Festiwal Filmowy w Berlinie
75. Międzynarodowy Festiwal Filmowy w Berlinie odbył się w dniach 13–23 lutego 2025 roku. Za program festiwalu odpowiadała nowopowołana dyrektor artystyczna Tricia Tuttle. Imprezę otworzył pokaz niemieckiego filmu Światło w reżyserii Toma Tykwera. W konkursie głównym zaprezentowanych zostało 19 filmów pochodzących z 15 różnych krajów.
Jury pod przewodnictwem amerykańskiego reżysera Todda Haynesa przyznało nagrodę główną festiwalu, Złotego Niedźwiedzia, norweskiemu filmowi Sny o miłości w reżyserii Daga Johana Haugeruda. Drugą nagrodę w konkursie głównym, Srebrnego Niedźwiedzia − Grand Prix Jury, przyznano brazylijskiemu obrazowi Błękitny szlak w reżyserii Gabriela Mascaro.
Honorowego Złotego Niedźwiedzia za całokształt twórczości odebrała brytyjska aktorka Tilda Swinton.

## Członkowie jury

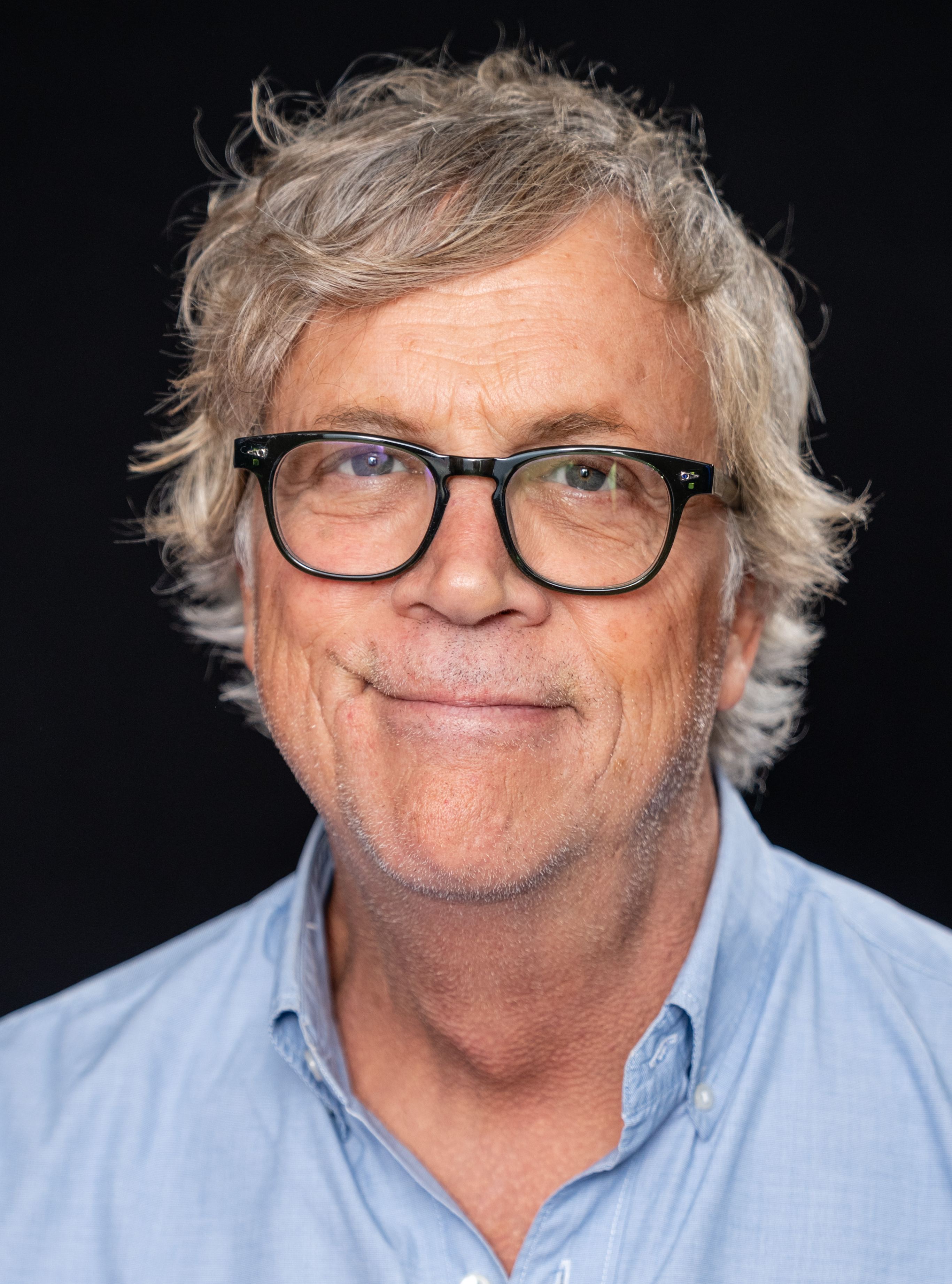
Przewodniczący jury konkursu głównego Todd Haynes.

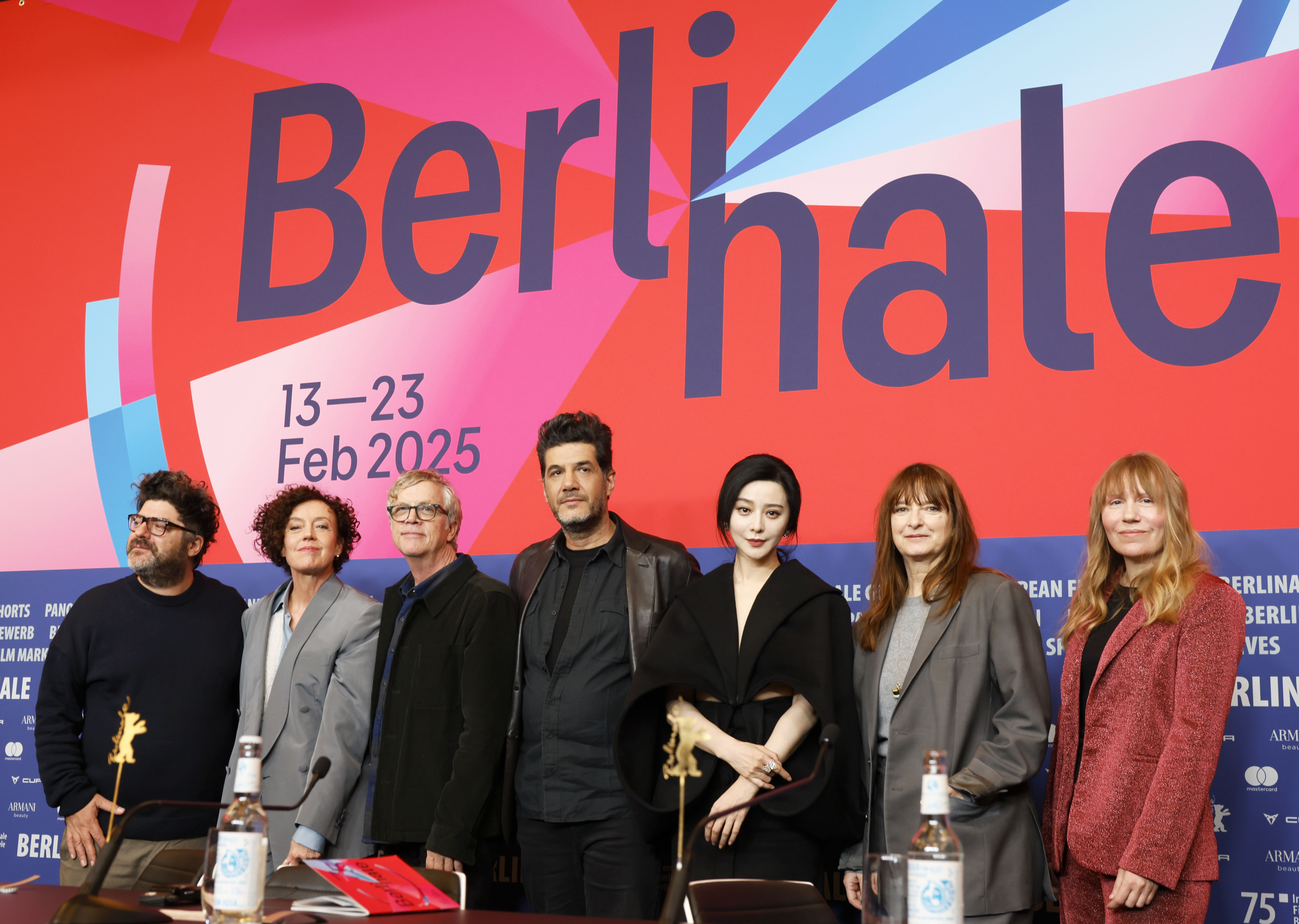
Jury konkursu głównego.

### Konkurs główny
- Todd Haynes, amerykański reżyser – przewodniczący jury[7][8]
- Nabil Ayouch, marokański reżyser
- Fan Bingbing, chińska aktorka
- Bina Daigeler, niemiecka kostiumografka
- Rodrigo Moreno, argentyński reżyser
- Amy Nicholson, amerykańska krytyczka filmowa
- Maria Schrader, niemiecka aktorka i reżyserka

### Sekcja „Perspektywy”
- Meryam Joobeur, tunezyjska reżyserka
- Aïssa Maïga, senegalska aktorka
- María Zamora, hiszpańska producentka filmowa

### Konkurs filmów dokumentalnych
- Petra Costa, brazylijska reżyserka
- Lea Glob, duńska reżyserka
- Kazuhiro Soda, japoński reżyser

### Konkurs filmów krótkometrażowych
- Dascha Dauenhauer, niemiecka kompozytorka
- Jing Haase, duńska producentka filmowa
- Phạm Ngọc Lân, wietnamski reżyser

## Selekcja oficjalna

### Konkurs główny
Następujące filmy zostały wyselekcjonowane do udziału w konkursie głównym o Złotego Niedźwiedzia i Srebrne Niedźwiedzie:
| Tytuł polski                      | Tytuł oryginalny                                         | Reżyseria                     | Kraj produkcji    |
| --------------------------------- | -------------------------------------------------------- | ----------------------------- | ----------------- |
| Ari                               | Ari                                                      | Léonor Serraille              | Francja           |
| Blue Moon                         | Blue Moon                                                | Richard Linklater             | Stany Zjednoczone |
| W ukryciu                         | La cache                                                 | Lionel Baier                  | Szwajcaria        |
| Marzenia                          | Dreams                                                   | Michel Franco                 | Meksyk            |
| Sny o miłości                     | Drømmer                                                  | Dag Johan Haugerud            | Norwegia          |
| Zew natury                        | 그 자연이 네게 뭐라고 하니 Geu jayeoni nege mworago hani | Hong Sang-soo                 | Korea Południowa  |
| Słone lato                        | Hot Milk                                                 | Rebecca Lenkiewicz            | Wielka Brytania   |
| Gdybym miała nogi, kopnęłabym cię | If I Had Legs I'd Kick You                               | Mary Bronstein                | Stany Zjednoczone |
| Kontinental '25                   | Kontinental '25                                          | Radu Jude                     | Rumunia           |
| Wiadomość                         | El mensaje                                               | Iván Fund                     | Argentyna         |
| Dziecko matki                     | Mother's Baby                                            | Johanna Moder                 | Austria           |
| Błysk diamentu śmierci            | Reflet dans un diamant mort                              | Hélène Cattet i Bruno Forzani | Francja           |
| Miejsce do życia                  | 生息之地 Shengxi zhidì                                   | Huo Meng                      | Chiny             |
| Ścieżka czasu                     | Стрічка часу Striczka czasu                              | Kateryna Hornostaj            | Ukraina           |
| Wieża z lodu                      | La tour de glace                                         | Lucile Hadžihalilović         | Francja           |
| Błękitny szlak                    | O Último Azul                                            | Gabriel Mascaro               | Brazylia          |
| O czym wie Marielle               | Was Marielle weiß                                        | Frédéric Hambalek             | Niemcy            |
| Dziewczyny chcą latać             | 想飞的女孩 Xiang fei de nü hai                           | Vivian Qu                     | Chiny             |
| Yunan                             | يونان Yunan                                              | Ameer Fakher Eldin            | Palestyna         |

### Pokazy pozakonkursowe
Następujące filmy zostały wyświetlone na festiwalu w ramach pokazów pozakonkursowych w dwóch sekcjach:

#### Sekcja „Berlinale Special Gala”
| Tytuł polski                         | Tytuł oryginalny                  | Reżyseria      | Kraj produkcji    |
| ------------------------------------ | --------------------------------- | -------------- | ----------------- |
| Po odejściu                          | After This Death                  | Lucio Castro   | Stany Zjednoczone |
| Kompletnie nieznany                  | A Complete Unknown                | James Mangold  | Stany Zjednoczone |
| Na późnej zmianie                    | Heldin                            | Petra Volpe    | Szwajcaria        |
| Dziewczyna z Kolonii                 | Köln 75                           | Ido Fluk       | Niemcy            |
| Światło                              | Das Licht                         | Tom Tykwer     | Niemcy            |
| Lurker                               | Lurker                            | Alex Russell   | Stany Zjednoczone |
| Mickey 17                            | Mickey 17                         | Bong Joon-ho   | Stany Zjednoczone |
| Ścieżki na daleką północ (serial TV) | The Narrow Road to the Deep North | Justin Kurzel  | Australia         |
| Coś pierzastego                      | The Thing with Feathers           | Dylan Southern | Wielka Brytania   |

#### Sekcja „Berlinale Special”
| Tytuł polski                                        | Tytuł oryginalny                                    | Reżyseria                               | Kraj produkcji    |
| --------------------------------------------------- | --------------------------------------------------- | --------------------------------------- | ----------------- |
| Przyszłość według przodków                          | Ancestral Visions of the Future                     | Lemohang Jeremiah Mosese                | Lesotho           |
| Naród niemiecki                                     | Das Deutsche Volk                                   | Marcin Wierzchowski                     | Niemcy            |
| Friendship's Death (1987)                           | Friendship's Death                                  | Peter Wollen                            | Wielka Brytania   |
| Honey Bunch                                         | Honey Bunch                                         | Madeleine Sims-Fewer i Dusty Mancinelli | Kanada            |
| Wyspy                                               | Islands                                             | Jan-Ole Gerster                         | Niemcy            |
| Nie miałem nic poza pustką. "Shoah" Lanzmanna       | Je n’avais que le néant – "Shoah" par Lanzmann      | Guillaume Ribot                         | Francja           |
| Wściekłość                                          | Kein Tier. So Wild.                                 | Burhan Qurbani                          | Niemcy            |
| Leibniz – Kronika zaginionego obrazu                | Leibniz – Chronik eines verschollenen Bildes        | Edgar Reitz i Anatol Schuster           | Niemcy            |
| Najlepsza matka na świecie                          | A melhor mãe do mundo                               | Anna Muylaert                           | Brazylia          |
| Listy do Davida                                     | מכתב לדוד Michtav Le'David                          | Tom Shoval                              | Izrael            |
| My Undesirable Friends: Part I - Last Air in Moscow | My Undesirable Friends: Part I - Last Air in Moscow | Julia Loktev                            | Stany Zjednoczone |
| Staruszka z nożem                                   | 파과 Pagwa                                          | Min Kyu-dong                            | Korea Południowa  |
| Shoah (1985)                                        | Shoah                                               | Claude Lanzmann                         | Francja           |

### Sekcja „Perspektywy”
Następujących 14 filmów zostało wyświetlonych na festiwalu w ramach nowopowołanej sekcji „Perspektywy”, poświęconej debiutom reżyserskim:
| Tytuł polski                                        | Tytuł oryginalny                                                                | Reżyseria                           | Kraj produkcji    |
| --------------------------------------------------- | ------------------------------------------------------------------------------- | ----------------------------------- | ----------------- |
| Pudełko cieni                                       | বাক্স বন্দি Baksho bondi                                                            | Tanushree Das i Saumyananda Sahi    | Indie             |
| BLKNWS: Terms & Conditions                          | BLKNWS: Terms & Conditions                                                      | Kahlil Joseph                       | Stany Zjednoczone |
| Gdzie noc stoi w miejscu                            | Come la notte                                                                   | Liryc Dela Cruz                     | Włochy            |
| Diabeł pali (a wypalone zapałki odkłada do pudełka) | El diablo fuma (y guarda las cabezas de los cerillos quemados en la misma caja) | Ernesto Martínez Bucio              | Meksyk            |
| João Liberada razy dwa                              | Duas vezes João Liberada                                                        | Paula Tomás Marques                 | Portugalia        |
| Węgorz                                              | 河鰻 Hé mán                                                                     | Chu Chun-Teng                       | Tajwan            |
| Dziewczyny i ich problemy                           | Kaj ti je deklica                                                               | Urška Djukić                        | Słowenia          |
| Szalone rachunki do zapłaty                         | Mad Bills to Pay (or Destiny, dile que no soy malo)                             | Joel Alfonso Vargas                 | Stany Zjednoczone |
| Wszystko w porządku                                 | Minden rendben                                                                  | Bálint Dániel Sós                   | Węgry             |
| Uderzyć w świat z pięści                            | Mit der Faust in die Welt schlagen                                              | Constanze Klaue                     | Niemcy            |
| Ugoda                                               | المستعمرة Al mosta'mera                                                         | Mohamed Rashad                      | Egipt             |
| Wierzymy ci                                         | On vous croit                                                                   | Arnaud Dufeys i Charlotte Devillers | Belgia            |
| Lato w Paryżu                                       | Le rendez-vous de l'été                                                         | Valentine Cadic                     | Francja           |
| Jak być normalnym i dziwactwa innego świata         | Wie man normal ist und die Merkwürdigkeiten der anderen Welt                    | Florian Pochlatko                   | Austria           |

### Sekcja „Panorama”
Następujące filmy zostały zaprezentowane w ramach sekcji „Panorama” (wyróżnione tytuły to zdobywcy nagrody publiczności):

#### Filmy fabularne
| Tytuł polski                                        | Tytuł oryginalny                  | Reżyseria                             | Kraj produkcji    |
| --------------------------------------------------- | --------------------------------- | ------------------------------------- | ----------------- |
| 1001 ujęć                                           | 1001 Frames                       | Mehrnoush Alia                        | Iran              |
| Pieniądze innych ludzi (serial TV)                  | Die Affäre Cum-Ex                 | Dustin Loose i Kaspar Munk            | Niemcy            |
| Bezgłośne iskry                                     | 愛作歹 Ai zuo dai                 | Ping Chu                              | Tajwan            |
| Sceny nocne                                         | Ato noturno                       | Marcio Reolon i Filipe Matzembacher   | Brazylia          |
| Początki                                            | Begyndelser                       | Jeanette Nordahl                      | Dania             |
| Powiernica                                          | Confidente                        | Çağla Zencirci i Guillaume Giovanetti | Turcja            |
| Apetyt                                              | Delicious                         | Nele Mueller-Stöfen                   | Niemcy            |
| Marzycielki                                         | Dreamers                          | Joy Gharoro-Akpojotor                 | Wielka Brytania   |
| Marzenia w koszmarach                               | Dreams in Nightmares              | Shatara Michelle Ford                 | Stany Zjednoczone |
| Serce to mięsień                                    | The Heart Is a Muscle             | Imran Hamdulay                        | Południowa Afryka |
| Nie ma jak w domu                                   | Hjem kære hjem                    | Frelle Petersen                       | Dania             |
| Histeria                                            | Hysteria                          | Mehmet Akif Büyükatalay               | Niemcy            |
| Niesamowita kobieta ze śniegu                       | L'incroyable femme des neiges     | Sébastien Betbeder                    | Francja           |
| Lesbijska księżniczka kosmosu                       | Lesbian Space Princess            | Emma Hough Hobbs i Leela Varghese     | Australia         |
| Looking for Langston (1989)                         | Looking for Langston              | Isaac Julien                          | Wielka Brytania   |
| Magiczna farma                                      | Magic Farm                        | Amalia Ulman                          | Stany Zjednoczone |
| Tęsknota                                            | ミックスモダン Mikusu modan       | Toshizo Fujiwara                      | Japonia           |
| Olmo                                                | Olmo                              | Fernando Eimbcke                      | Meksyk            |
| Once Again... (Statues Never Die) (krótkometrażowy) | Once Again... (Statues Never Die) | Isaac Julien                          | Wielka Brytania   |
| Dzień Petera Hujara                                 | Peter Hujar's Day                 | Ira Sachs                             | Stany Zjednoczone |
| Queerpanorama                                       | Queerpanorama                     | Jun Li                                | Hongkong          |
| Dobra siostra                                       | Schwesterherz                     | Sarah Miro Fischer                    | Niemcy            |
| Głucha                                              | Sorda                             | Eva Libertad                          | Hiszpania         |
| Brzydka siostra                                     | Den stygge stesøsteren            | Emilie Blichfeldt                     | Norwegia          |
| Welcome Home Baby                                   | Welcome Home Baby                 | Andreas Prochaska                     | Austria           |
| Cykady                                              | Zikaden                           | Ina Weisse                            | Niemcy            |

#### Filmy dokumentalne
| Tytuł polski                        | Tytuł oryginalny               | Reżyseria                                                                        | Kraj produkcji    |
| ----------------------------------- | ------------------------------ | -------------------------------------------------------------------------------- | ----------------- |
| A pod flagami słońce                | Bajo las banderas, el sol      | Juanjo Pereira                                                                   | Paragwaj          |
| Pod powierzchnią                    | Bedrock                        | Kinga Michalska                                                                  | Kanada            |
| Hildegard Knef: Chcę mieć wszystko  | Ich will alles. Hildegard Knef | Luzia Schmid                                                                     | Niemcy            |
| Chartum                             | Khartoum                       | Anas Saeed, Rawia Alhag, Ibrahim Snoopy Ahmad, Timeea Mohamed Ahmed i Philip Cox | Sudan             |
| Listy z Wilczej                     | Listy z Wilczej                | Arjun Talwar                                                                     | Polska            |
| Listy z Mölln                       | Die Möllner Briefe             | Martina Priessner                                                                | Niemcy            |
| Meredith Monk - portret w kawałkach | Monk in Pieces                 | Billy Shebar i David C. Roberts                                                  | Stany Zjednoczone |
| Paul                                | Paul                           | Denis Côté                                                                       | Kanada            |
| Szatańska świnia                    | Satanische Sau                 | Rosa von Praunheim                                                               | Niemcy            |
| Yalla Parkour                       | Yalla Parkour                  | Areeb Zuaiter                                                                    | Palestyna         |

## Laureaci nagród

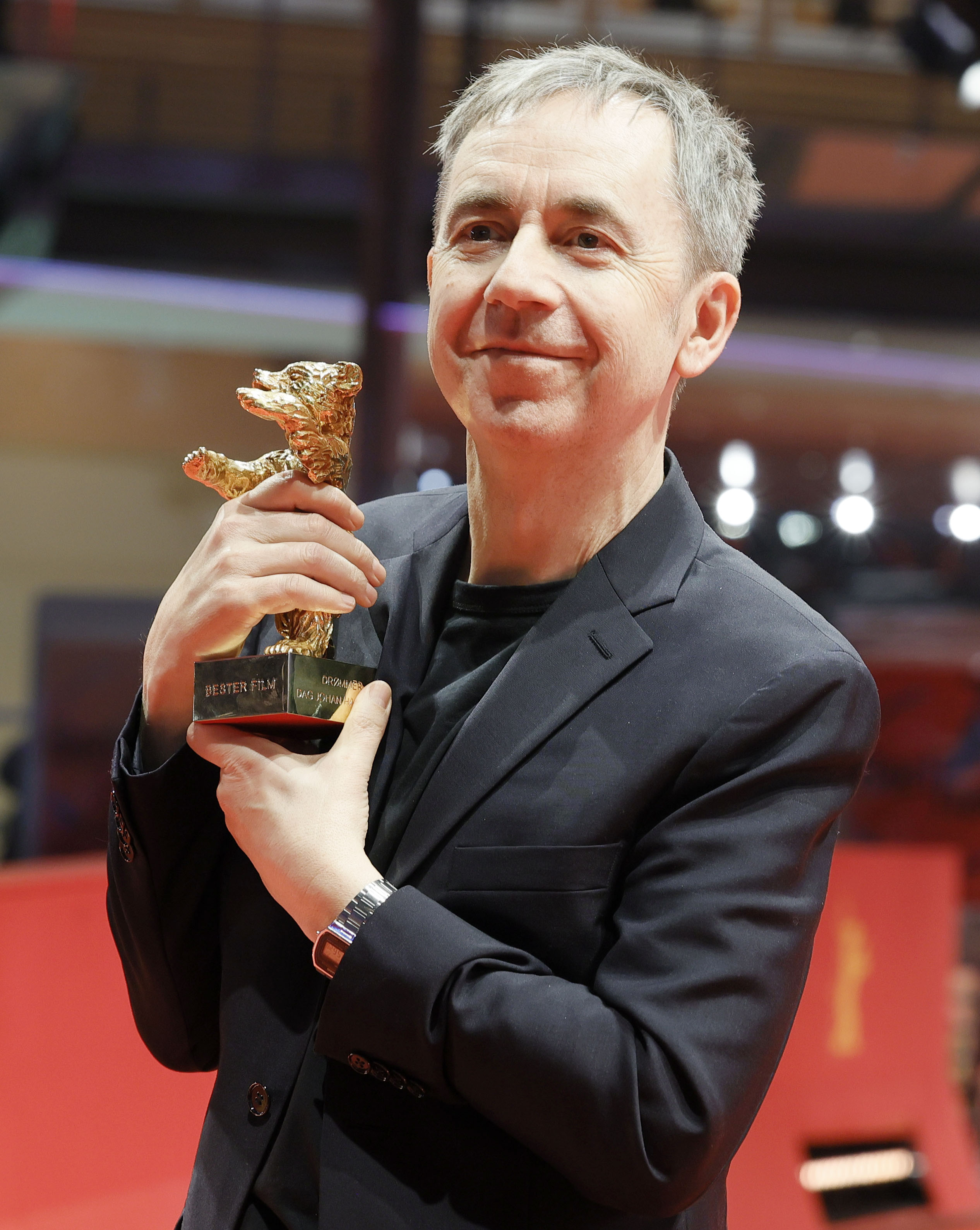
Dag Johan Haugerud ze Złotym Niedźwiedziem za film Sny o miłości.

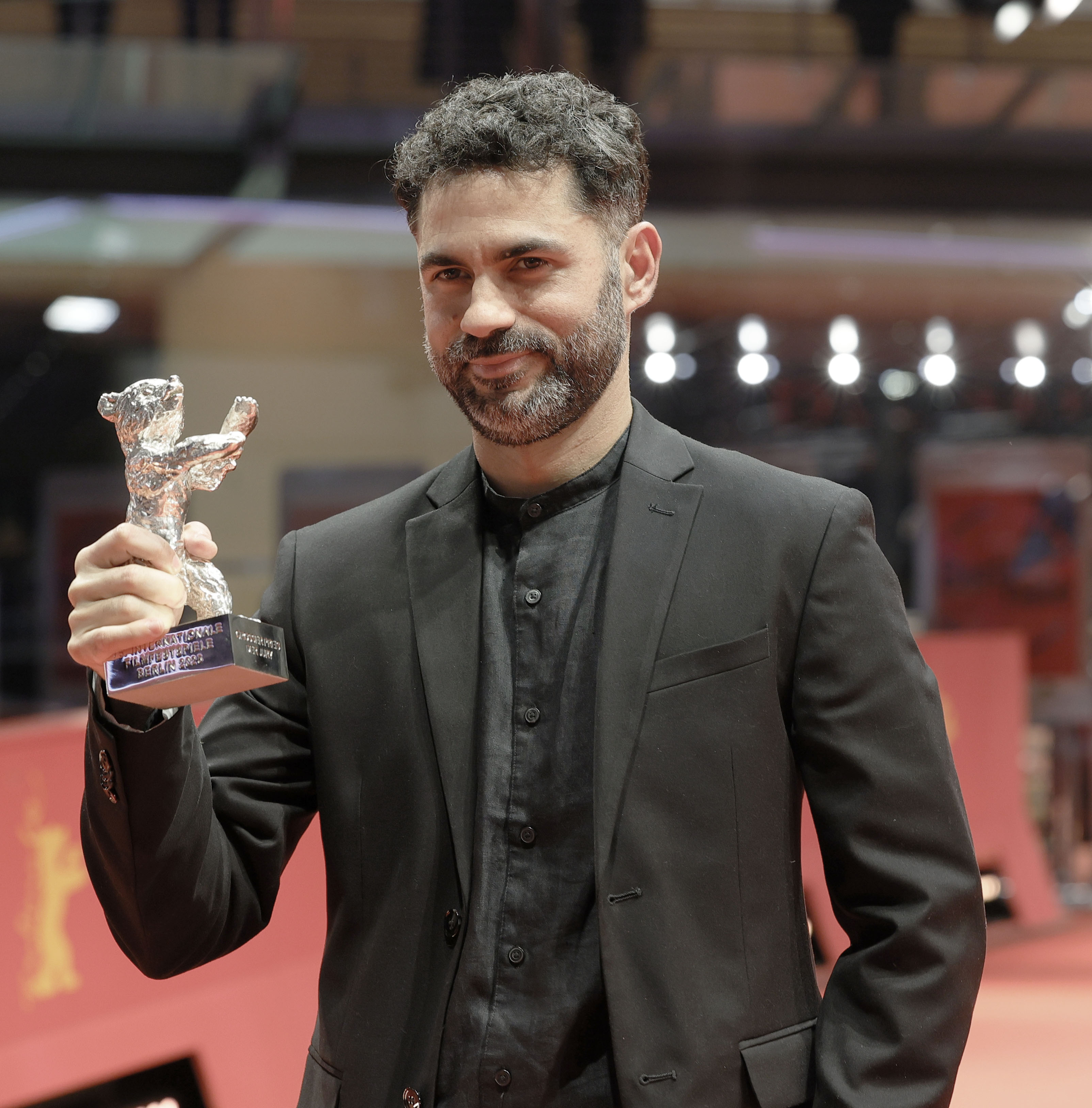
Gabriel Mascaro, laureat Srebrnego Niedźwiedzia – Nagrody Grand Prix Jury.

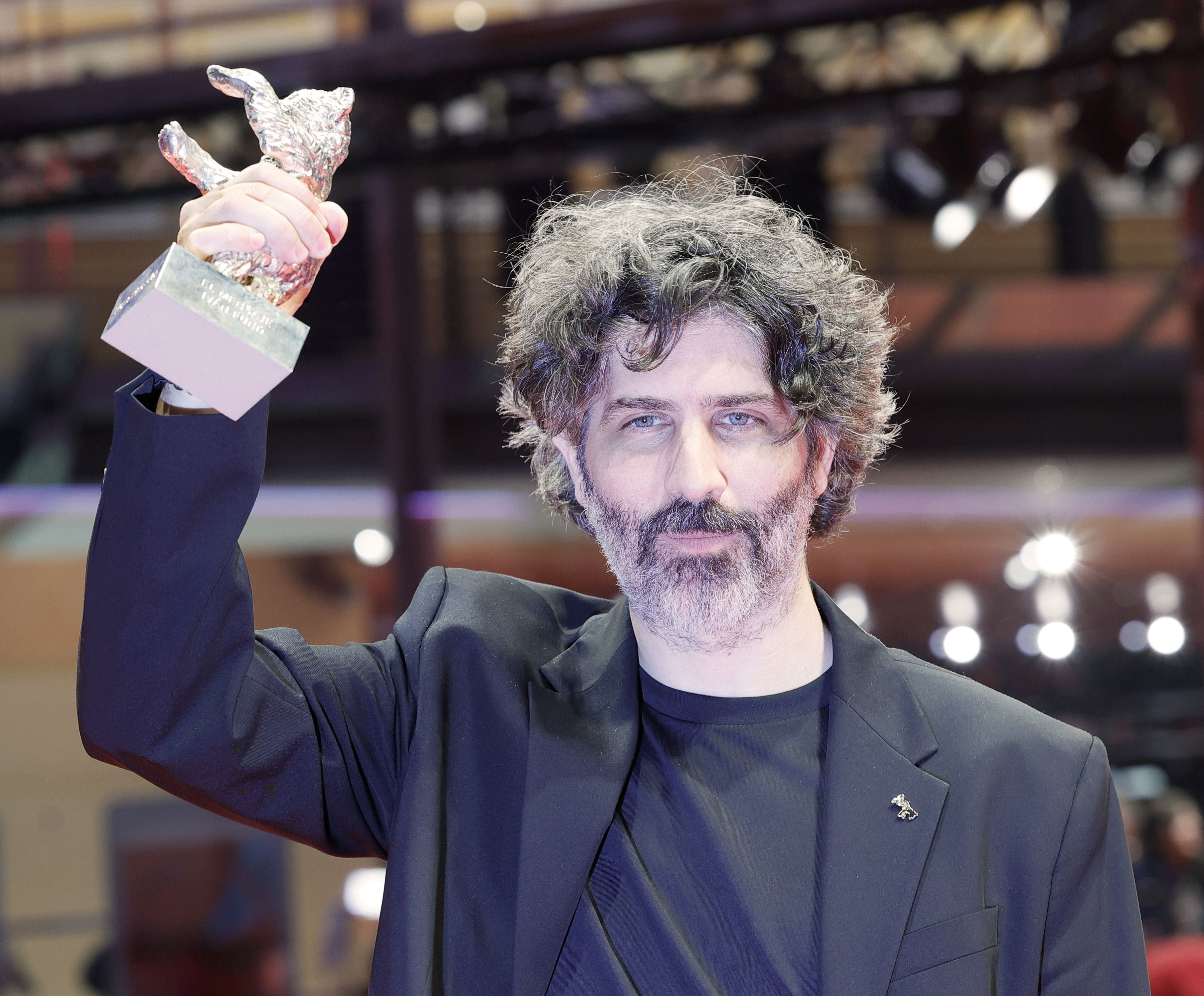
Iván Fund, zdobywca Srebrnego Niedźwiedzia – Nagrody Jury.

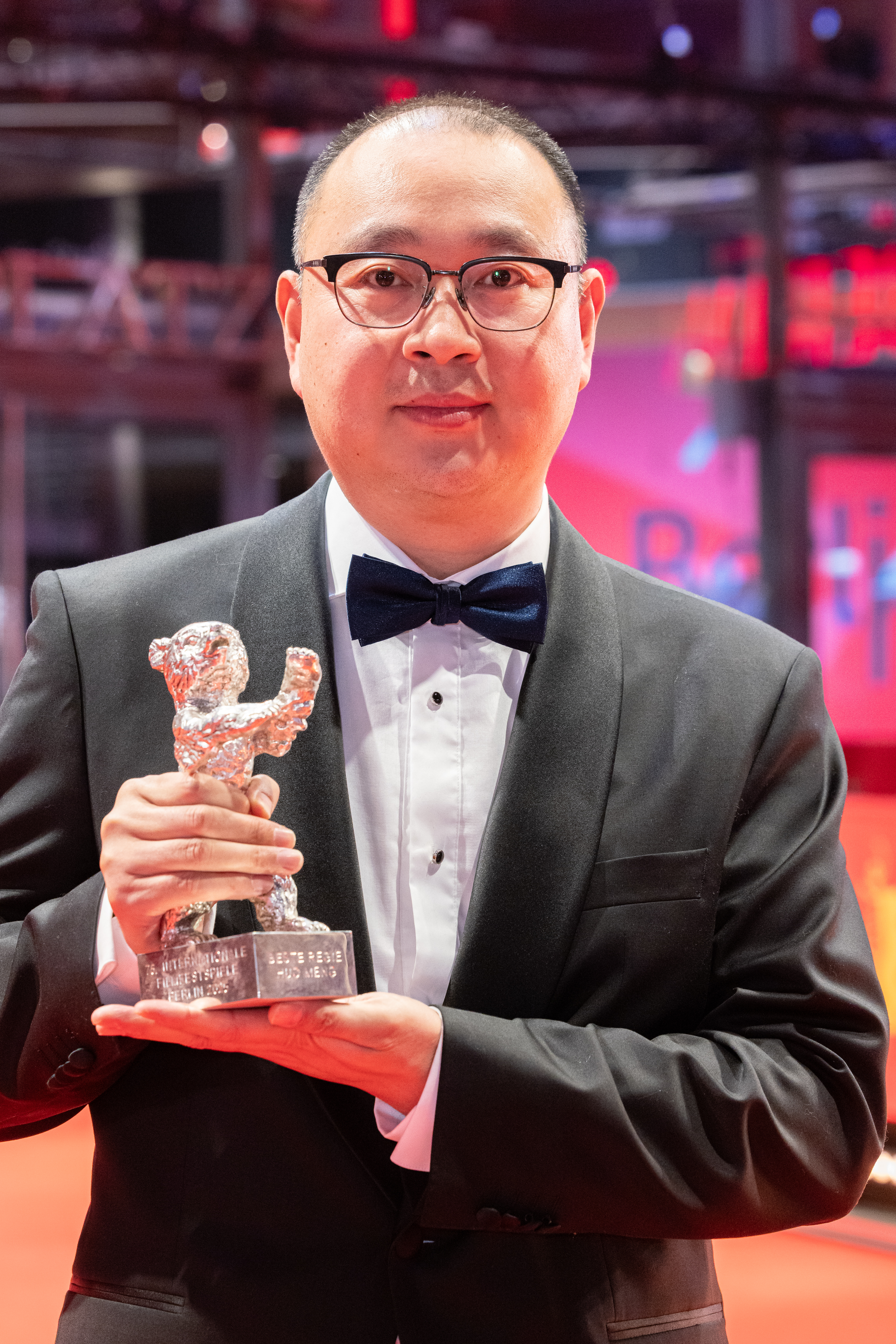
Huo Meng, nagrodzony Srebrnym Niedźwiedziem za najlepszą reżyserię.

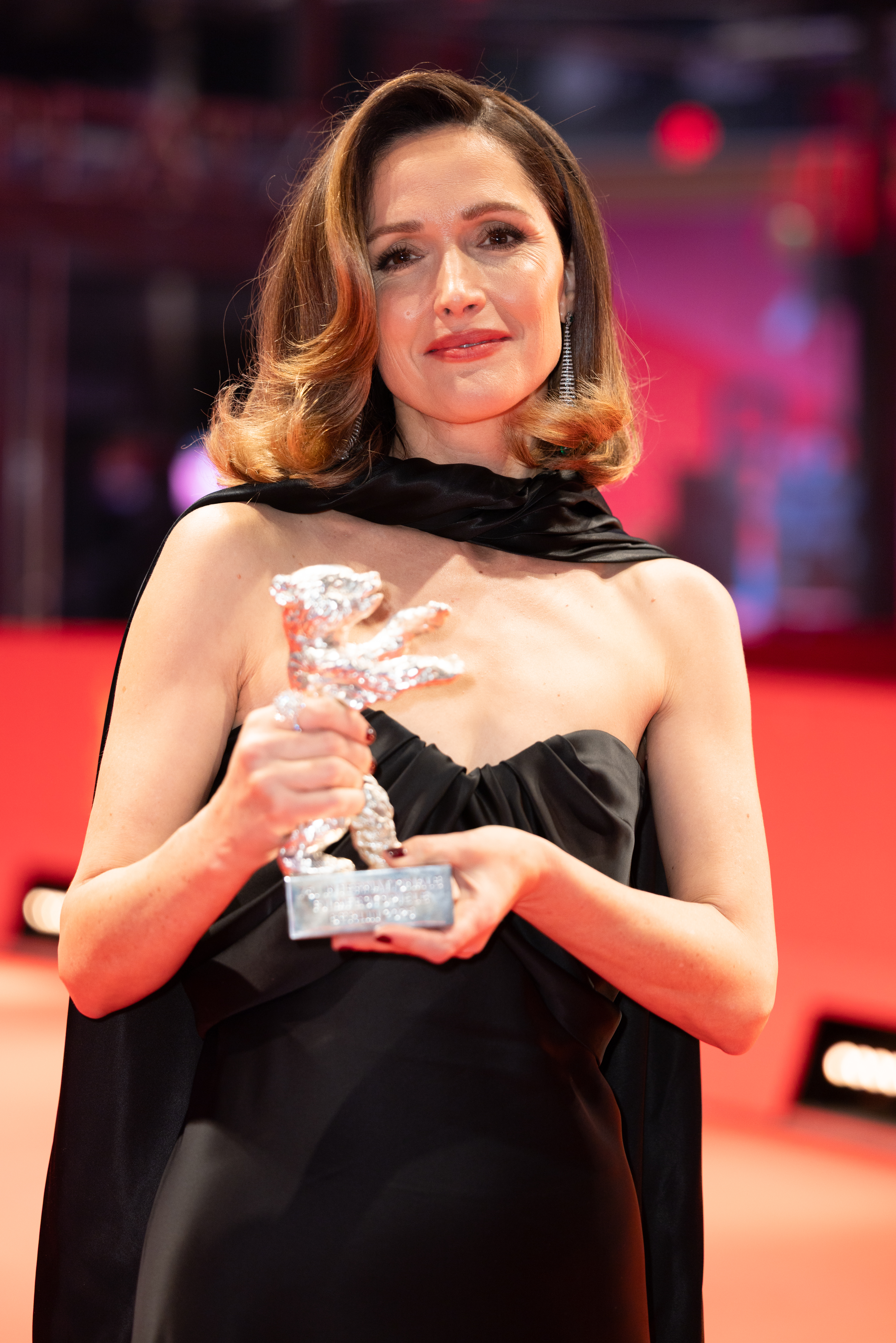
Rose Byrne ze Srebrnym Niedźwiedziem za najlepszą rolę główną.

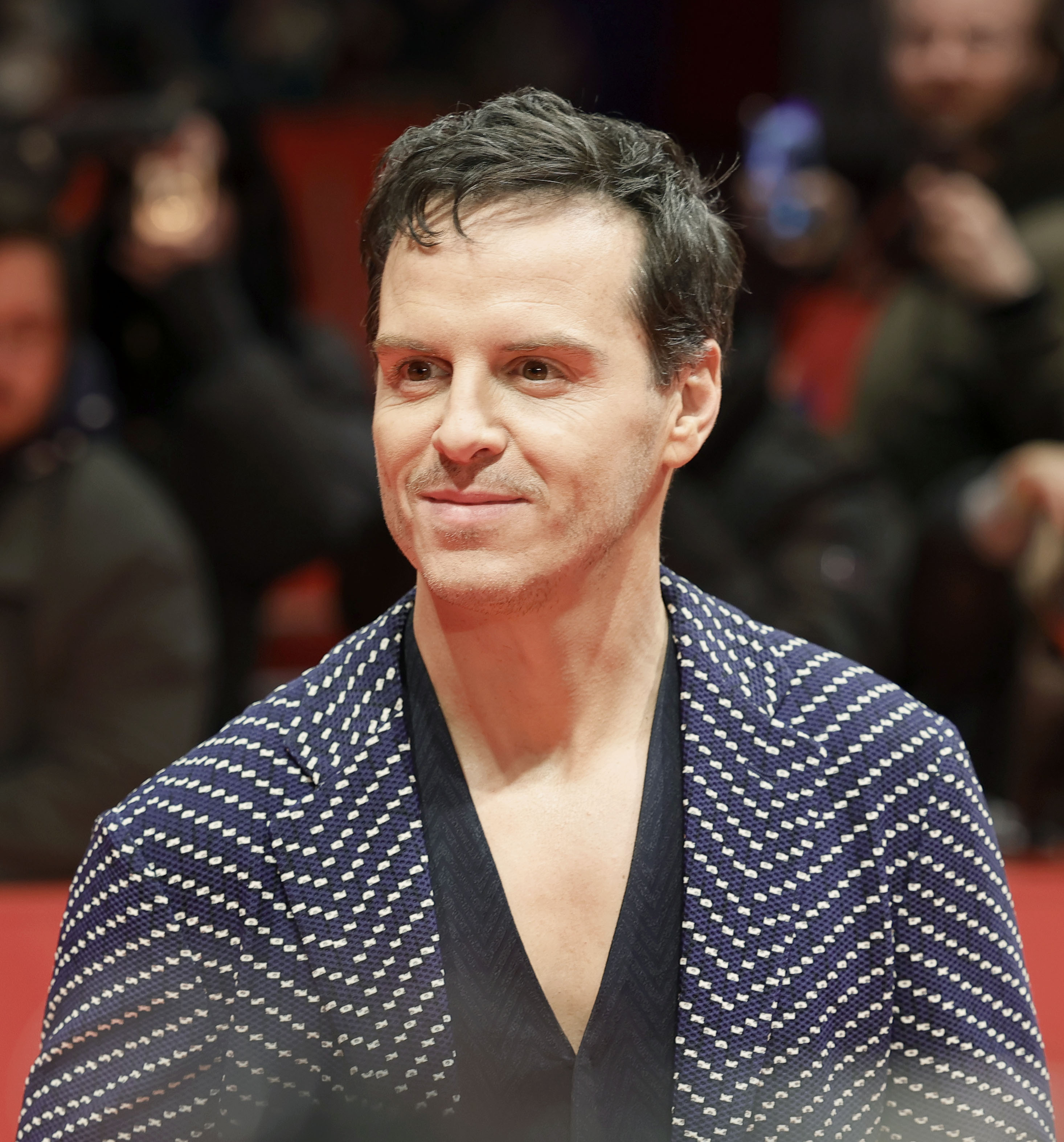
Andrew Scott, wyróżniony Srebrnym Niedźwiedziem za najlepszą rolę drugoplanową.

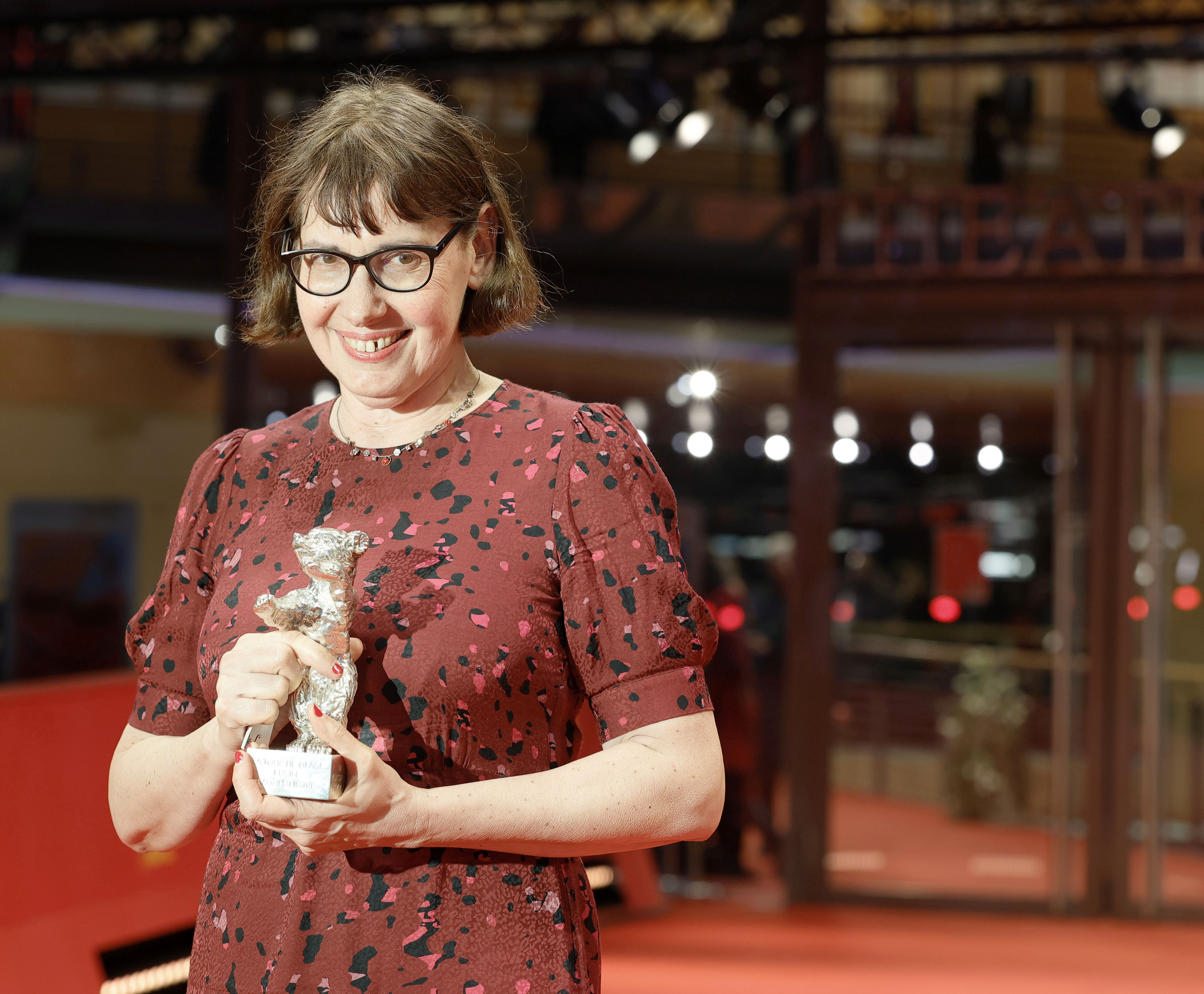
Lucile Hadžihalilović, laureatka Srebrnego Niedźwiedzia za wybitne osiągnięcie artystyczne.

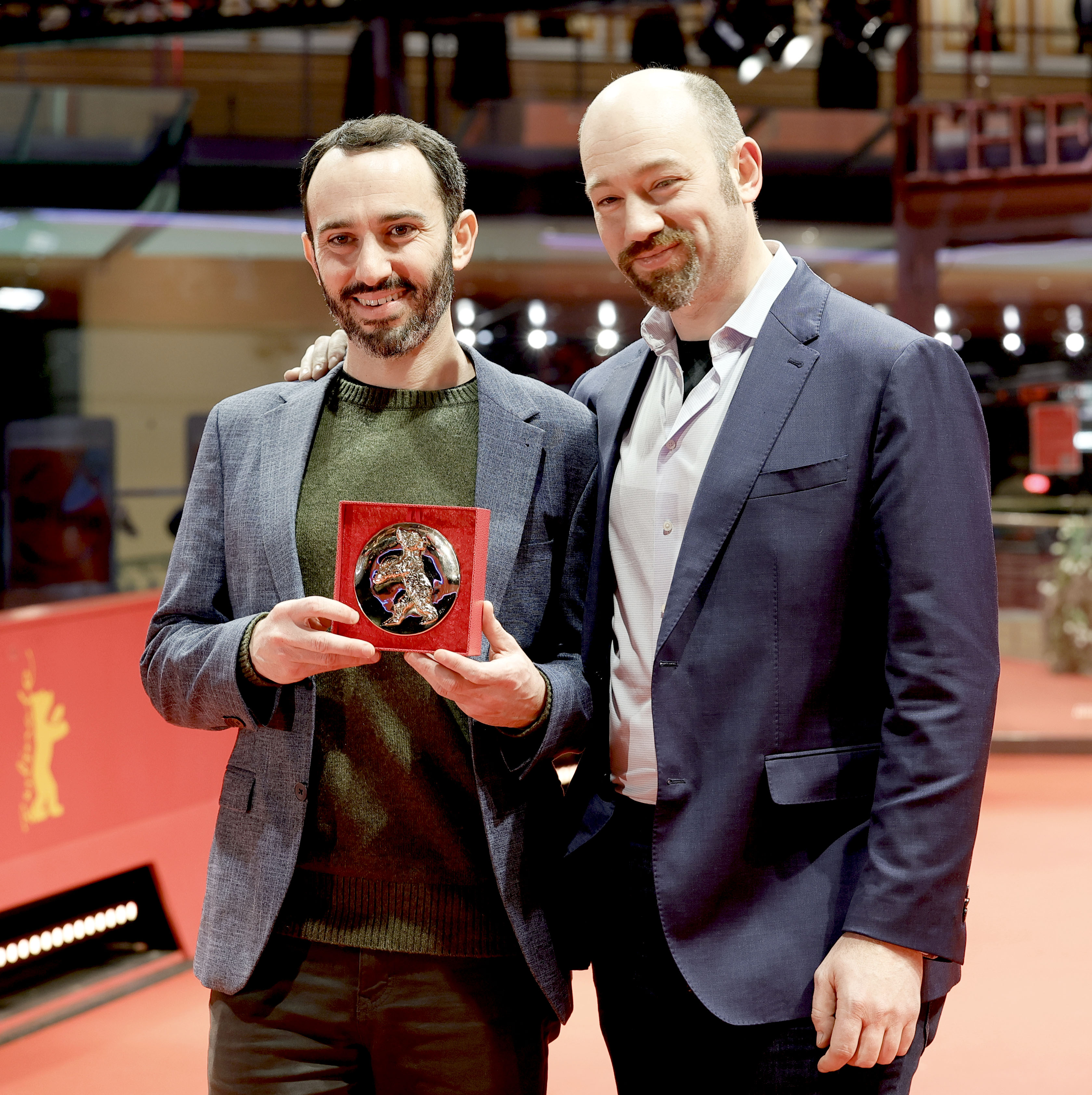
Brandon Kramer i Lance Kramer, wielokrotnie nagrodzeni twórcy dokumentu Powrót Liat.

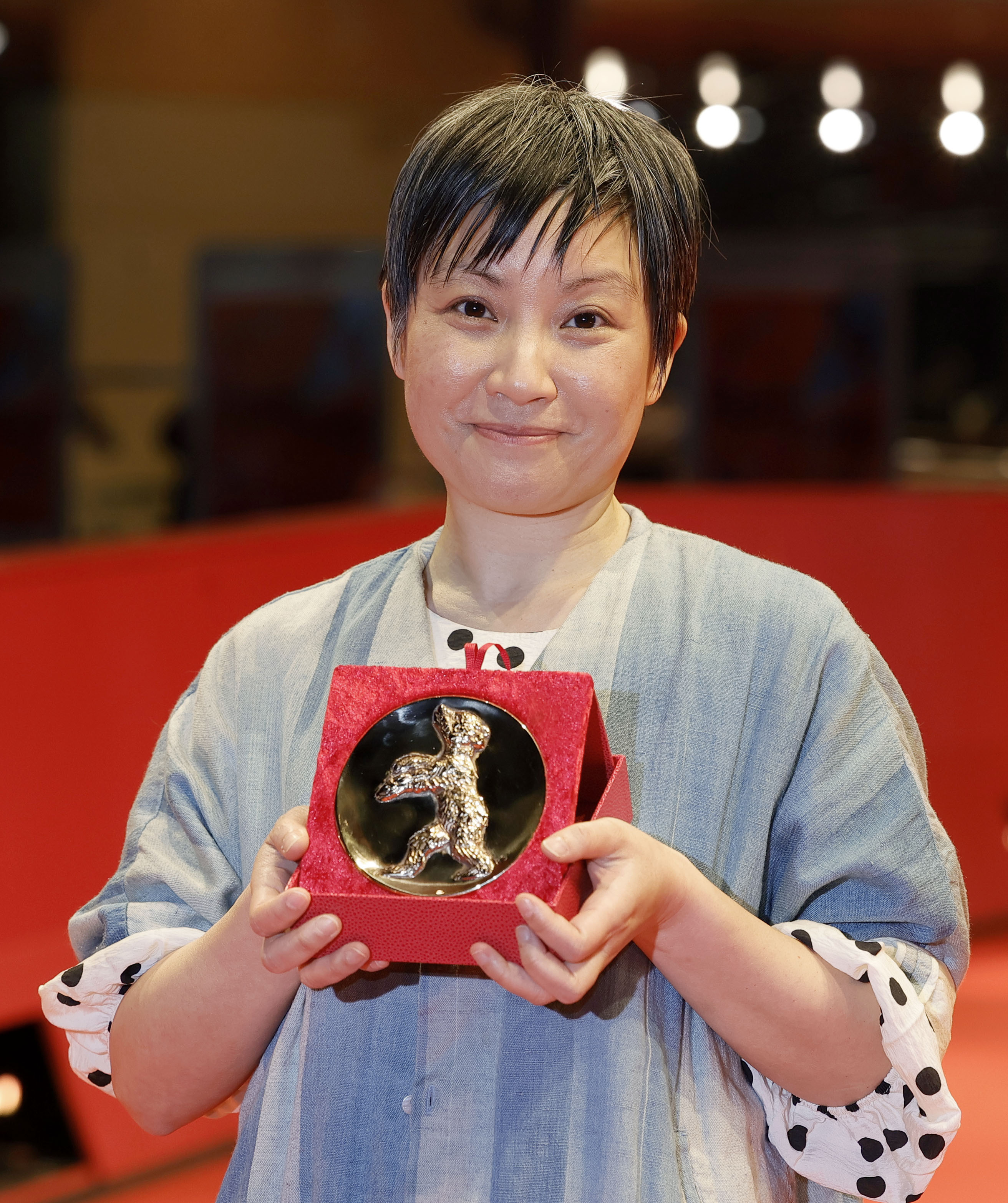
Lesley Loksi Chan ze Złotym Niedźwiedziem dla najlepszego filmu krótkometrażowego.

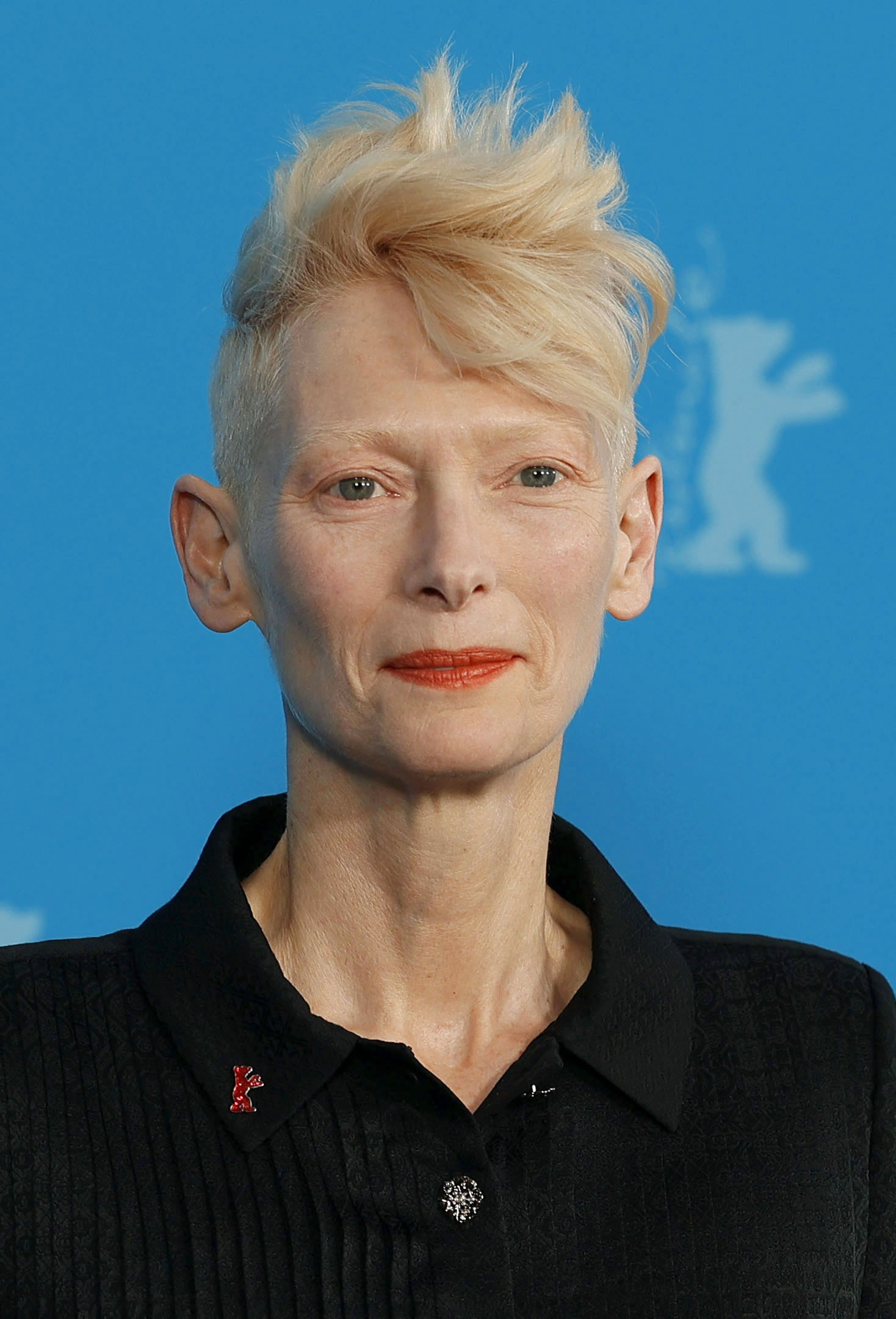
Tilda Swinton, laureatka Honorowego Złotego Niedźwiedzia.

### Konkurs główny
Złoty Niedźwiedź
- Sny o miłości, reż. Dag Johan Haugerud

Srebrny Niedźwiedź – Nagroda Grand Prix Jury
- Błękitny szlak, reż. Gabriel Mascaro

Srebrny Niedźwiedź – Nagroda Jury
- Wiadomość, reż. Iván Fund

Srebrny Niedźwiedź dla najlepszego reżysera
- Huo Meng – Miejsce do życia

Srebrny Niedźwiedź za najlepszą rolę główną
- Rose Byrne – Gdybym miała nogi, kopnęłabym cię

Srebrny Niedźwiedź za najlepszą rolę drugoplanową
- Andrew Scott – Blue Moon

Srebrny Niedźwiedź za najlepszy scenariusz
- Radu Jude – Kontinental '25

Srebrny Niedźwiedź za wybitne osiągnięcie artystyczne
- Lucile Hadžihalilović i ekipa filmu – Wieża z lodu

### Sekcja „Perspektywy”
Nagroda GWFF za najlepszy debiut reżyserski
- Diabeł pali (a wypalone zapałki odkłada do pudełka), reż. Ernesto Martínez Bucio
  - Wyróżnienie:  Wierzymy ci, reż. Arnaud Dufeys i Charlotte Devillers

### Konkurs filmów dokumentalnych
Nagroda za najlepszy film dokumentalny
- Powrót Liat, reż. Brandon Kramer
  - Wyróżnienie:  Pamięć motyli, reż. Tatiana Fuentes Sadowski /  Ulotny kanon, reż. Gianluca De Serio i Massimiliano De Serio

### Konkurs filmów krótkometrażowych
Złoty Niedźwiedź dla najlepszego filmu krótkometrażowego
- Lloyd Wong, Unfinished, reż. Lesley Loksi Chan

Srebrny Niedźwiedź – Nagroda Jury
- Zwyczajne życie, reż. Yoriko Mizushiri

Wyróżnienie Specjalne
- Koki, Ciao, reż. Quenton Miller

Kandydat do Europejskiej Nagrody Filmowej dla najlepszego filmu krótkometrażowego
- Jak leci?, reż. Caroline Poggi i Jonathan Vinel

### Sekcja „Generation”
Nagroda główna jury w sekcji „Generation Kplus”
- Film fabularny:  Botanik, reż. Jing Yi
  - Wyróżnienie:  Nadmorski zbieg okoliczności, reż. Satoko Yokohama

Nagroda specjalna jury w sekcji „Generation Kplus”
- Film krótkometrażowy:  Autokar, reż. Sylwia Szkiłądź
  - Wyróżnienie:  Akababuru - wyraz zdziwienia, reż. Irati Dojura Landa Yagarí

Nagroda główna jury w sekcji „Generation 14plus”
- Film fabularny:  Christy, reż. Brendan Canty
  - Wyróżnienie:  Pasjonaci, reż. Maja Ajmia Yde Zellama

Nagroda specjalna jury w sekcji „Generation 14plus”
- Film krótkometrażowy:  Nie budźcie śpiącego dziecka, reż. Kevin Aubert
  - Wyróżnienie:  Beneath Which Rivers Flow, reż. Ali Yahya

Kryształowy Niedźwiedź – Nagroda główna jury dziecięcego w sekcji „Generation Kplus”
- Film fabularny:  Maya, podaj tytuł, reż. Michel Gondry
  - Wyróżnienie:  Chłopiec z cyrku, reż. Julia Lemke i Anna Koch
- Film krótkometrażowy:  Little Rebels Cinema Club, reż. Khozy Rizal
  - Wyróżnienie:  Down in the Dumps, reż. Vera van Wolferen

Kryształowy Niedźwiedź – Nagroda główna jury młodzieżowego w sekcji „Generation 14plus”
- Film fabularny:  Sunshine, reż. Antoinette Jadaone
  - Wyróżnienie:  Czas na przerwę, reż. Lúcia Murat
- Film krótkometrażowy:  Wish You Were Ear, reż. Mirjana Balogh
  - Wyróżnienie:  Zmierzch nad Ameryką, reż. Matías Rojas Valencia

### Nagrody gremiów niezależnych
Nagroda Jury Ekumenicznego
- Konkurs główny:  Błękitny szlak, reż. Gabriel Mascaro
- Sekcja „Panorama”:  Serce to mięsień, reż. Imran Hamdulay
- Sekcja „Forum”:  Powrót Liat, reż. Brandon Kramer

Nagroda FIPRESCI
- Konkurs główny:  Sny o miłości, reż. Dag Johan Haugerud
- Sekcja „Perspektywy”:  Dziewczyny i ich problemy, reż. Urška Djukić
- Sekcja „Panorama”:  A pod flagami słońce, reż. Juanjo Pereira
- Sekcja „Forum”:  Pamięć motyli, reż. Tatiana Fuentes Sadowski

Nagroda Stowarzyszenia Niemieckich Kin Studyjnych dla najlepszego filmu w konkursie głównym
- Sny o miłości, reż. Dag Johan Haugerud
  - Wyróżnienie:  O czym wie Marielle, reż. Frédéric Hambalek

Nagroda CICAE (Międzynarodowej Konfederacji Kin Studyjnych)
- Sekcja „Panorama”:  Głucha, reż. Eva Libertad
- Sekcja „Forum”:  Jeśli się boisz, weź serce w usta i uśmiechnij się, reż. Marie Luise Lehner

Nagroda Label Europa Cinemas dla najlepszego filmu europejskiego
- Histeria, reż. Mehmet Akif Büyükatalay

Nagroda Teddy dla najlepszego filmu o tematyce LGBT
- Film fabularny:  Lesbijska księżniczka kosmosu, reż. Emma Hough Hobbs i Leela Varghese
- Film dokumentalny:  Szatańska świnia, reż. Rosa von Praunheim
- Film krótkometrażowy:  Lloyd Wong, Unfinished, reż. Lesley Loksi Chan
- Nagroda Jury:  Jeśli się boisz, weź serce w usta i uśmiechnij się, reż. Marie Luise Lehner
- Nagroda Specjalna:  Todd Haynes

Nagroda Caligariego za innowacyjność w sekcji „Forum”
- Psiapsi, reż. Sophie Somerville

Nagroda Pokoju
- Chartum, reż. Anas Saeed, Rawia Alhag, Ibrahim Snoopy Ahmad, Timeea Mohamed Ahmed i Philip Cox
  - Wyróżnienie:  Queer as Punk, reż. Yihwen Chen

Nagroda Amnesty International
- Listy z Mölln, reż. Martina Priessner

Nagroda im. Heinera Carowa
- Oddział opieki paliatywnej, reż. Philipp Döring

Nagroda AG Kino – Gilde – Cinema Vision w sekcji „Generation 14plus”
- Urlop tacierzyński, reż. Alissa Jung
  - Wyróżnienie:  Pasjonaci, reż. Maja Ajmia Yde Zellama

### Nagrody publiczności i czytelników
Nagroda publiczności w sekcji „Panorama”
- Film fabularny:  Głucha, reż. Eva Libertad
- Film dokumentalny:  Listy z Mölln, reż. Martina Priessner

Nagroda czytelników „Berliner Morgenpost”
- Błękitny szlak, reż. Gabriel Mascaro

Nagroda czytelników „Tagesspiegel”
- Łabędzi śpiew Fiodora Ozerowa, reż. Jurij Siemaszko

### Nagrody honorowe i specjalne
Honorowy Złoty Niedźwiedź za całokształt twórczości
- Tilda Swinton

Nagroda Berlinale Kamera za zasługi na rzecz festiwalu
- Rainer Rother[12]